# Titre de séjour
« Carte de séjour » redirige ici. Pour le groupe de musique français homonyme, voir Carte de séjour (groupe).

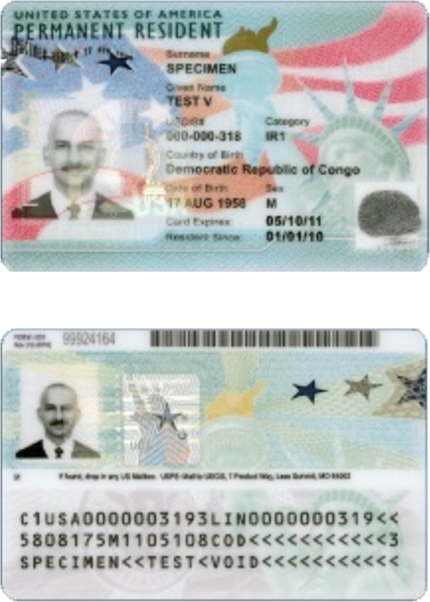
La green card est la carte de résident permanent aux États-Unis.

Le titre de séjour est la reconnaissance par l'administration au droit de rester temporairement dans un pays. Pour prouver ce droit, on délivre une « carte de séjour ».
Une carte de séjour est un document officiel délivré sous certaines conditions par l'administration de certains pays. La carte de séjour documente le droit à la résidence (généralement temporaire, parfois renouvelable) d'un ressortissant étranger. Elle peut également servir ou tenir lieu d'autorisation de travail dans certains pays.
En cas de séjour prolongé (plusieurs années), on demande alors un titre de résident.

## Conditions de délivrance et législation

### Union européenne
L'Union européenne établit un modèle uniforme de permis de séjour pour les ressortissants des pays tiers, par le règlement (CE) no 1030/2002 du Conseil, du 13 juin 2002, qui autorise un ressortissant hors Union européenne à entrer et séjourner pour un court séjour dans tout pays de l'espace Schengen, sur simple présentation de son passeport et d'un titre de séjour en règle dans un autre pays de l'espace Schengen.
Le 24 septembre 2003 la Commission a présenté deux propositions visant à modifier le règlement (CE) no 1683/95/CE et le règlement (CE) no 1030/2002 afin d'intégrer le plus rapidement possible les nouvelles techniques en matière de biométrie dans les visas et dans les titres de séjour des ressortissants de pays tiers.
Le modèle uniforme de permis de séjour pour les ressortissants des pays tiers concerne « toute autorisation délivrée par les autorités d'un État membre et permettant à un ressortissant d'un pays tiers de séjourner légalement sur son territoire… ».
Cette harmonisation ne concerne pas les visas ; permis dont la durée ne dépasse pas six mois ; permis délivrés pour la durée de l'instruction d'une demande de permis de séjour ou d'asile.
Ce permis de séjour uniforme ne s'applique ni aux membres de la famille de citoyens de l'Union qui exercent leur droit de libre circulation ; ni aux ressortissants des États membres de l'Association européenne de libre-échange parties à l'accord sur l'Espace économique européen et aux membres de leur famille qui exercent leur droit de libre circulation.

#### Permis de travail dans la Commission européenne
La Commission européenne a lancé en 2007 le projet d'une carte bleue qui est un permis de travail pour les ressortissants des pays non-membres de l'Union européenne.

#### Belgique
Tout étranger sur le territoire belge doit se présenter à l'administration communale du lieu de sa résidence, dès son arrivée sur le territoire (dans les huit jours pour les ressortissants de l'Union européenne (UE), dans les trois jours pour les ressortissants non UE).
La carte de séjour de ressortissant d'un État membre de l'Union européenne est valable cinq ans. Les titulaires de ces cartes de séjour bénéficient des directives européennes relatives à la libre circulation des travailleurs ou sont les bénéficiaires du droit de séjour.

#### France
En France, à partir de la loi du 11 août 1926 les étrangers travaillant en France avaient l'obligation de posséder une carte d'identité portant la mention « travailleur ».
Puis, jusqu'en 2006, une distinction a été faite entre le titre de résident d'une durée de validité de 10 ans, et la carte de séjour temporaire d'une durée de validité d'un an. Le 21 juillet 2015, l'Assemblée nationale adopte le titre de séjour pluriannuel dans le cadre de la loi relative au séjour des étrangers.

### Canada
Au Canada, le titre de séjour est connu sur le nom de « carte RP », pour « carte de résident permanent », ou « PR card », pour « permanent resident card ».

### États-Unis
Le titre de séjour américain est surnommé la « green card » (carte verte).